# Josef Linden
Josef Linden (geboren am 26. September 1926 in Obergartzem; gestorben am 6. Juli 2017) war ein deutscher Landrat des Kreises Euskirchen von 1976 bis 1994.

## Leben
Der aus dem heutigen Mechernicher Stadtteil Obergartzem gebürtige Josef Linden absolvierte eine Ausbildung für den Verwaltungsdienst und legte dabei die 1. und 2. Verwaltungsprüfung ab, sowie später noch die Sparkassenprüfung. Von 1955 bis 1963 Leiter einer Finanz- und Steuerabteilung und im Anschluss bis 1968 Kämmerer, übernahm er im Juli 1968 die Stelle des Prokuristen des Verbandswasserwerkes Euskirchen. Zuletzt fungierte er dort über 16 Jahre hinweg bis zu seinem Eintritt in den Ruhestand im April 1991 als Geschäftsführer.
Seit 1985 war Linden Mitglied im Verbandsvorstand des Rheinischen Sparkassen- und Giroverbandes und im Kuratorium der Rheinischen Sparkassenakademie.
Am 3. November 1981 wurde er mit dem Bundesverdienstkreuz am Bande ausgezeichnet.
Josef Linden war verheiratet und hatte drei Kinder. Bis 2016 lebte er in seinem Heimatort, bevor er 2016 nach Berg in ein Seniorenheim umzog. Seine Frau Helene genannt Lena Linden, geborene Hamacher, starb 2015 nach fast 65-jähriger Ehe. Seine Mutter starb 1959 ebenso an den Folgen eines Verkehrsunfalls, wie 1991 einer ihrer beiden Söhne tödlich verunglückte.

## Politische Betätigung
Josef Linden begann nach seinem Eintritt in die CDU im Jahr 1968 einen politischen Werdegang im Jahr 1969 mit dem Eintritt in den Rat der neugebildeten Gemeinde Veytal im Kreis Euskirchen und seiner direkten Wahl zum Bürgermeister. Im Zug der Kommunalreform war die Gemeinde zum 1. Januar 1972 aufgelöst und Teil der Gemeinde bzw. späteren Stadt Mechernich geworden, deren Gemeinde- und Stadtrat Linden in der Folge bis 1989 angehörte. Bis 1978 war er dort zudem erster stellvertretender Bürgermeister.
Nachdem der Kreistag des Kreises Euskirchen ihn 1974 zunächst zum stellvertretenden Landrat wählte, repräsentierte der 1968 in die CDU eingetretene Josef Linden von seiner ersten Wahl durch den Kreistag am 27. Oktober 1976 bis zu seiner Verabschiedung am 12. Oktober 1994 über vier Amtsperioden den Kreis Euskirchen als Landrat und wurde dabei dreimal in seinem Mat bestätigt (1979, 1984 und 1989). Während diesem Zeitraum gehörte er mehreren Gremien des Landkreistages NW an, so von 1977 bis 1979 dem Bauausschuss, dem Vermessungsausschuss und als stellvertretendes Mitglied auch dem Veterinärausschuss. Ab 1979 gehörte er dem Ausschuss für Raumordnung, Wirtschaft und Verkehr an, 1984 wurde er zusätzlich Mitglied des Ausschusses für Verfassung, Verwaltung und innere Sicherheit und ab 1989 noch des Ausschusses für Wirtschaft und Verkehr. Mit dem Wechsel im Landratsamt auf Günter Rosenke schied Linden auch aus den Ausschüssen.
Josef Linden gehörte mehreren Gremien an, darunter war er ab 1979 stellvertretender und von 1984 bis 1994 Vorsitzender des Verwaltungsrates der Kreissparkasse Euskirchen, von 1975 bis 1994 Vorsitzender der Gesellschafterversammlung und des Verwaltungsrates der Kreiskrankenhaus Mechernich GmbH sowie von 1994 bis 2000 Vorsitzender des Beirates der Geriatrisches Zentrum Zülpich GmbH.